# Francesco Damiani
Francesco Damiani (ur. 4 października 1958 w Bagnacavallo) – włoski bokser kategorii ciężkiej i superciężkiej, wicemistrz olimpijski z 1984 i zawodowy mistrz świata organizacji WBO.

## Kariera amatorska
Wystąpił w wadze ciężkiej (ponad 81 kg) na igrzyskach olimpijskich w 1980 w Moskwie, gdzie pokonał Teodora Pîrjola, a w ćwierćfinale przegrał z przyszłym srebrnym medalistą Piotrem Zajewem z ZSRR.
Zwyciężył w wadze superciężkiej (ponad 91 kg) na mistrzostwach Europy w 1981 w Tampere, wygrywając w półfinale z Ullim Kadenem z NRD i w finale z Wiaczesławem Jakowlewem ze Związku Radzieckiego. Sprawił sensację na mistrzostwach świata w 1982 w Monachium wygrywając w ćwierćfinale z trzykrotnym mistrzem olimpijskim i dwukrotnym mistrzem świata Teófilo Stevensonem z Kuby. Następnie pokonał Petyra Stoimenowa z Bułgarii, a w finale uległ Tyrellowi Biggsowi z USA.
Obronił złoty medal na mistrzostwach Europy w 1983 w Warnie, wygrywając kolejno z Istvánem Lévaiem z Węgier, Petyrem Stoimenowem i w finale z Ullim Kadenem. Zdobył srebrny medal w wadze superciężkiej na igrzyskach olimpijskich w 1984 w Los Angeles. Pokonał m.in. Roberta Wellsa z Wielkiej Brytanii w półfinale, a w finale ponownie przegrał z Tyrellem Biggsem. 
Był amatorskim mistrzem Włoch w wadze ciężkiej (ponad 81 kg) w 1978, 1979 i 1980.

## Kariera zawodowa
Francesco Damiani przeszedł na zawodowstwo w 1985. Wygrał pierwsze 27 walk, w tym zdobył w październiku 1987 tytuł zawodowego mistrza Europy (EBU) w kategorii ciężkiej po pokonaniu Andersa Eklunda. Dwukrotnie skutecznie bronił tego pasa. 29 października 1988 w Mediolanie pokonał przez techniczny nokaut w 5. rundzie Tyrella Biggsa, rewanżując mu się za dwie porażki w czasach amatorskich.
6 maja 1989 w Syrakuzach zdobył nowo utworzony tytuł zawodowego mistrza świata wagi ciężkiej organizacji WBO po pokonaniu przez nokaut w 3. rundzie Johnny’ego du Plooya z Południowej Afryki. Obronił tytuł wygrywając z Danielem Eduardo Neto przez techniczny nokaut w 2. rundzie 16 grudnia 1989 w Cesenie. Stracił pas mistrza świata 11 stycznia 1991 w Atlantic City, gdy Ray Mercer pokonał go przez nokaut w 9. rundzie, łamiąc mu nos. Była to pierwsza zawodowa przegrana Damianiego. Potem stoczył jeszcze cztery walki, wygrywając trzy pierwsze z nich, m.in. z byłym mistrzem świata WBA Gregiem Page’em. W kolejnej walce 23 kwietnia 1993 w Memphis przegrał przez techniczny nokaut w 8. rundzie z Oliverem McCallem. Była to ostatnia walka zawodowa Damianiego.